# Jack Sparrow
Pour les articles homonymes, voir Sparrow.
Le capitaine Jack Sparrow (sparrow signifie « moineau » en anglais) est un pirate fictif interprété par Johnny Depp dans la série cinématographique Pirates des Caraïbes. Sa première apparition a lieu dans le film La Malédiction du Black Pearl (2003) et il est présent dans les suites Le Secret du coffre maudit (2006), Jusqu'au bout du monde (2007), La Fontaine de Jouvence (2011) et La Vengeance de Salazar (2017). Son enfance est décrite dans la série de livres pour enfants Pirates of the Caribbean: Jack Sparrow écrits par Rob Kidd. Depuis 2006, Jack Sparrow est présent dans l'attraction Pirates of the Caribbean du Magic Kingdom, cette dernière ayant d'ailleurs servi de source d'inspiration pour les films. Le personnage est également incarné dans plusieurs jeux vidéo.
Jack Sparrow est le seigneur pirate de la mer des Caraïbes. Il apprécie la liberté que lui apporte sa vie de boucanier, buvant du rhum et séduisant des femmes tout en cherchant des trésors surnaturels. Il a recours à de nombreuses reprises à la négociation et à la trahison, préférant les pourparlers aux armes pour survivre. Dans le premier film de la série, le personnage cherche à récupérer son navire, le Black Pearl, des mains de son second, le capitaine Hector Barbossa (Geoffrey Rush). Dans les suites, Sparrow cherche plutôt à échapper à la dette qui le lie à Davy Jones, à combattre la Compagnie des Indes orientales ou à affronter d'anciens ennemis qui veulent se venger, tels que Salazar.
Initialement, le personnage de Jack Sparrow devait être un simple guide, aidant le héros principal, William Turner (Orlando Bloom). Cependant, la performance de Johnny Depp changea complètement la donne. Inspiré par Pépé le putois et Keith Richards (jouant d'ailleurs le rôle du père de Jack dans le troisième et le quatrième volet de la série), Depp fit de Jack Sparrow le personnage principal. Une performance qui valut à l'acteur sa première nomination aux Oscars. Jack Sparrow est aujourd'hui une icône des anti-héros.
Au cœur de l'intrigue, l'objet le plus précieux qu'il possède est un étrange compas aux vertus magiques, dont l'aiguille n'indique pas le nord mais la direction de ce qu'il désire le plus au monde. Si par malheur il venait à abandonner son compas, ce qu'il désirerait le moins au monde (c'est-à-dire sa plus grande peur) se libérerait, à savoir le capitaine Salazar.

## Biographie fictive

### La Malédiction du Black Pearl
Jack Sparrow apparaît pour la première fois dans Pirates des Caraïbes : La Malédiction du Black Pearl (2003) lorsqu'il arrive à Port Royal dans un petit bateau rempli de fuites d'eau, prêt à « réquisitionner » et commander un navire. Bien qu'il sauve la vie d'Elizabeth Swann (Keira Knightley), la fille du gouverneur Weatherby Swann (Jonathan Pryce), de la noyade, il est arrêté et mis en prison après un duel l'opposant au forgeron William Turner (Orlando Bloom). Cette nuit-là, le Black Pearl, navire pirate, attaque Port Royal et enlève Elizabeth. Will libère Sparrow de sa prison et ils prennent possession de l'Intercepteur pour la secourir. Une fois à Tortuga, ils trouvent un équipage avant de mettre le cap vers l'Isla de Muerta où Elizabeth est prisonnière. Après avoir libéré la fille du gouverneur, l'équipage se retrouve malgré tout capturé par le capitaine Hector Barbossa (Geoffrey Rush). Barbossa abandonne Sparrow et Elizabeth sur une île, où il avait déjà abandonné Jack après s'être mutiné, tandis que Will est ramené à l'Isla de Muerta afin que son sacrifice rompe la malédiction qui pèse sur le Black Pearl et son équipage. L'histoire révèle alors que Sparrow était jadis le capitaine du Black Pearl avant que son second, Hector Barbossa commande une mutinerie l'envoyant sur cette même île déserte. Jack a alors droit à un pistolet muni d’une seule balle. L'île étant utilisée par des contrebandiers, Sparrow peut négocier son départ. Fidèle à lui-même, le pirate ment en soutenant qu'il a échappé à l'île en utilisant deux tortues de mer.
La marine royale britannique retrouve les deux prisonniers de l'île et Sparrow réussit à convaincre tout le monde de la nécessité de le mener à l'Isla de Muerta. Une fois sur les lieux, Jack engage la bataille finale contre Barbossa. Pour mener à terme sa vengeance, Sparrow se donne la malédiction afin de combattre à forces égales son opposant jusqu'ici immortel. Il tire alors sur Barbossa l'unique balle de son pistolet qu'il gardait précieusement depuis 10 ans au moment où Will remet le sang, rompant la malédiction et tuant le mutiné Barbossa. L'équipage du Black Pearl libéré de la malédiction ainsi que Sparrow sont alors arrêtés par la marine royale. Lors de la pendaison du pirate principal, Will aide Sparrow à s'échapper, mais les deux fugitifs sont rapidement rattrapés par les autorités. Jack Sparrow réussit in extremis à rejoindre le Black Pearl, (après avoir prononcé sa célèbre phrase : « Que ce jour reste à jamais gravé dans vos mémoires comme celui où vous avez failli capturer le capitaine Jack Sparrow ») et redevient capitaine de son précieux navire. Le commodore James Norrington (Jack Davenport) décide alors de laisser une journée d'avance au pirate. Le gouverneur Swann comprend le geste de Will et lui accorde le pardon.

### Le Secret du coffre maudit
Avant cet autre volet, (2006), Norrington pourchasse Sparrow à travers l'océan. Un ouragan faisant perdre l'équipage du commodore, ce dernier fut obligé de démissionner de son poste. Le film commence donc avec Sparrow à la recherche du coffre de Davy Jones (Bill Nighy). Treize années plus tôt, Jones sortit le Black Pearl des profondeurs de l'océan, faisant de Jack le capitaine du navire pour les treize années suivantes. En échange, Sparrow doit accorder à Jones son âme, l'équivalent de cent années de servitude à bord du Hollandais volant. S'il refuse, il sera pris par le kraken et amené jusqu'à l’antre de Davy Jones. Maintenant que l'échéance arrive à son terme, Sparrow doit retrouver le coffre contenant le cœur de Jones. Avec ce cœur, il pourra prendre contrôle de Davy Jones et ainsi annuler sa dette. Pour échapper au kraken, l'équipage du Black Pearl se rend sur l'île des Pelegostos. Cependant, l'île est habitée par des cannibales qui capturent l'équipage et font de Jack leur chef, croyant qu'il est un dieu ayant pris une forme humaine. Durant leur cérémonie, les indigènes désirent libérer leur dieu de sa prison de chair en le mangeant. Entretemps, Will et Elizabeth sont arrêtés par la Compagnie anglaise des Indes orientales pour avoir aidé Sparrow à s'échapper. Lord Cutler Beckett (Tom Hollander) propose alors à Will de retrouver le compas que possède Sparrow en échange de sa libération. Ce compas si désiré permet à celui qui le possède d'indiquer la direction de la chose qu'il désire le plus au monde. Beckett pourrait avec ce compas retrouver le coffre de Davy Jones et s'en servir pour faire régner la Compagnie des Indes sur tout l'océan.
Will retrouve Jack sur l'île des Pelegostos et se rendent après quelques ennuis sur le Black Pearl. Plus tard, Sparrow livre Will à Jones dans un nouveau marché dans lequel il doit désormais lui livrer cent âmes pour régler sa dette. Jack croit pouvoir recruter ces cent âmes à Tortuga, endroit où il rencontre Norrington et Elizabeth, évadée de la prison de Port Royal. Elizabeth veut retrouver Will et Sparrow la convainc d'y arriver en trouvant le coffre de Davy Jones. Ne sachant exactement ce qu'il désire, le pirate fait fonctionner son compas magique par l'entremise d'Elizabeth, l'objet pointant alors en direction de l'Isla Cruces. Will, échappant au Hollandais volant, rejoint Sparrow, Elizabeth ainsi que Norrington à l'emplacement du coffre. Durant son séjour parmi l'équipage de Davy Jones, Will peut retrouver son père, Bill Turner (Stellan Skarsgård). Voulant poignarder le cœur de Jones pour le tuer et ainsi libérer son père de l'emprise de Jones, Will se voit gêné par Sparrow et Norrington qui ont tous deux intérêt à conserver le cœur intact. Sparrow veut régler sa dette alors que Norrington souhaite retrouver son poste de commodore auprès de Beckett. Les trois hommes se livrent donc une bataille dans laquelle Norrington réussit habilement à garder le contenu du coffre. Une fois en mer, le kraken attaque le Black Pearl. Élizabeth, sachant que la créature ne veut que Sparrow, le menotte au navire. Jack est tué, avalé par le Kraken et son âme se retrouve dans l’antre de Davy Jones avec le Pearl. On apprend toutefois à la fin que Jack n'est pas vraiment mort et qu'il est récupérable.

### Jusqu'au bout du monde
Dans ce troisième volet (2007), le cœur de Jones est entre les mains de Beckett et ce dernier commence son règne. Les neuf seigneurs pirates de la Confrérie doivent maintenant combattre le Hollandais volant ainsi que la Compagnie anglaise des Indes orientales pour assurer l'avenir de la piraterie. Jack étant le seigneur pirate de la mer des Caraïbes, les personnages principaux doivent libérer celui-ci de l’Antre de Davy Jones pour que le Tribunal ait lieu. Barbossa, ramené à la vie par Tia Dalma (Naomie Harris), aide Will et Elizabeth à rejoindre les limbes des confins du monde pour secourir Jack Sparrow.
À Singapour, l'équipage obtient des mains du seigneur pirate de la mer de Chine méridionale, Sao Feng (Chow Yun-fat), la carte qui lui permettra de rejoindre les confins du monde. L'entrée de l’Antre est constituée d'une immense chute d'eau. Une fois arrivé à destination, l'équipage retrouve Sparrow et le Black Pearl. Ce dernier, hallucinant, est aux prises avec un équipage constitué de plusieurs Jack Sparrow, chacun représentant une facette de sa personnalité. Durant le voyage de retour, Sparrow trouve par la carte le moyen d'échapper à l’Antre : renverser le navire au coucher du soleil. Une fois libérés, Jack et Barbossa invoquent le Tribunal de la Confrérie. Elizabeth, devenue seigneur pirate après la mort de Sao Feng, est élue reine des pirates grâce à la voix de Sparrow (tous les autres seigneurs pirates, y compris Elizabeth, ayant voté pour eux-mêmes). Durant les pourparlers entre la Compagnie des Indes et la Confrérie, Sparrow est échangé contre Will qui était jusqu'ici capturé par Beckett et Jones. Le Black Pearl et le Hollandais volant engagent l'affrontement ultime dans un mælstrom créé par Calypso (Tia Dalma). Lors de la bataille, Sparrow prend possession du cœur de Davy Jones pour le tuer et devenir immortel en tant que capitaine du Hollandais volant. Toutefois, Will est poignardé mortellement par Jones. Sparrow laisse donc le mourant poignarder le cœur et sauver sa vie, devenant par la même occasion le nouveau capitaine du Hollandais volant. Ensemble, le Black Pearl et le Hollandais volant détruisent le navire de Beckett. Finalement, Barbossa reprend possession du Black Pearl, profitant d'une escapade de Sparrow à Tortuga. Ce dernier a toutefois découpé l'élément clé de la carte de Feng et décide de partir en quête de la fontaine de jouvence. Jack tente ainsi d'échapper à la mortalité humaine qui le terrorise tant.

### La Fontaine de Jouvence
Quinze années après la bataille contre Davy Jones, Jack se retrouve à Londres où il retrouve Joshamee Gibbs mais aussi Hector Barbossa devenu corsaire au service du roi George II. Il apprend que quelqu'un se fait passer pour lui et a détruit sa réputation. C'est Angelica (Penélope Cruz) qui a préparé ce mauvais coup. Elle lui dit qu'elle a un bateau, qu'elle veut trouver la légendaire fontaine de Jouvence et que Jack et elle pourraient l'avoir pour eux deux à jamais. Elle ne lui laisse pas le choix : il reçoit une flèche qui l'endort.
Il se réveille trois jours plus tard sur un étrange navire. Il rencontre Scrum qui lui apprend qu'ils sont sur le tristement célèbre Queen Anne's Revenge, le navire de Barbe Noire. Il apprend que le second de ce navire n'est autre qu'Angelica. Celle-ci lui dit qu'il y a une prophétie qui dit que Barbe Noire va bientôt mourir. Jack a organisé une mutinerie avec tous les autres moussaillons contre Barbe Noire. Ils doivent aller à White Cap-Bay, où ils doivent capturer une sirène pour le rituel de la fontaine. Ils finissent par en avoir une. Il leur faut aussi deux calices d'argent pour ce rituel compliqué.
Jack saute d'une falaise, trouve le Santiago (navire de Ponce de Léone) où il retrouve le vieux mutin qu'il connaît depuis si longtemps, Hector Barbossa. Jack, accompagné de Barbossa, reprirent aux Espagnols les calices. À la fin, Jack trouve enfin la fontaine de Jouvence en compagnie de Barbe Noire, Angelica, et l'équipage du Queen Anne's Revenge. Mais ils furent vite interceptés par Hector Barbossa et ses hommes. Il s'ensuit une bataille terrible dans laquelle, comme l'a dit la prophétie, Barbe Noire meurt de la main de Barbossa. Mais les Espagnols eux aussi arrivent. Ils détruisent la fontaine. Barbossa, ayant planté son sabre empoisonné dans le thorax de Barbe Noire, revendique l'équipage du Queen Anne's Revenge et s'en va, laissant perplexe Jack, Angelica et Barbe Noire. Cette dernière, qui est la fille de Barbe Noire, retire le sabre du corps de son père mais se blesse et donc s'empoisonne elle aussi.
Selon le rituel, il faut une victime pour la fontaine. Jack n'a pas le choix, il décide de sauver Angélica, contre son avis, et choisit Barbe Noire comme victime. Jack ayant sauvé Angélica et étant parti de White Cap-Bay, il décide d'abandonner Angelica sur une île déserte avec pour seul objet un pistolet et une balle. Puis Jack retrouve Gibbs sur une plage. Joshamee lui annonce qu'il a retrouvé le Black Pearl, le navire dont Jack est capitaine. Jack décide alors de le récupérer et il organise des plans farfelus en regardant la mer.

### La Vengeance de Salazar
Cinq années se sont encore écoulées depuis l'aventure de la fontaine de Jouvence, Jack Sparrow, son fidèle Gibbs et leur équipage sont ruinés et enchainent fiasco sur fiasco alors que le rival de Sparrow, Barbossa, a fait fortune. Après un énième hold-up qui rate, l'équipage de Sparrow, fatigué de le voir échouer trop souvent, l'abandonne. Abattu, Sparrow va boire à la taverne et offre son compas magique en échange d'une bouteille de rhum ce qui libèrent des corsaires morts-vivants menés par Salazar prisonniers dans le Triangle du Diable depuis que Sparrow les a tué. On découvre ainsi (dans un flash back) le premier haut fait de Jack : autrefois second d'un capitaine dans son adolescence, il a pris sa place et son compas lorsque ce dernier s'est fait tuer et a éliminé ces corsaires espagnols par la ruse.
Sparrow repart à l'aventure avec plusieurs personnes pour retrouver le Trident de Poséidon qui rendrait ces morts-vivants à nouveau humains et donc mortels. Ne supportant pas de vieillir et de ne plus être aussi performant qu'autrefois, Sparrow se montre plus grossier et désagréable qu'avant et vit dans sa gloire passée. De plus persuadé d'être aussi charismatique et irrésistible qu'autrefois, Sparrow frime beaucoup mais est souvent éconduit désormais. Son attitude et ses échecs s'expliquent par des maléfices frappant les ennemis et rivaux de Barbossa. Lorsque Barbossa se joint à l’expédition et découvre que Carina, la jeune femme qui les guide, n'est autre que sa fille qu'il a abandonné, Sparrow s'amuse à le provoquer et le fait chanter en échange de son silence. Sparrow s'amuse aussi à taquiner Henry, le fils de ses anciens amis Will Turner et Elizabeth Swann à propos de son coup de foudre pour la fille de Barbossa. Dans le même temps, le jeune homme n'ayant jamais connu son père, Sparrow adopte une attitude paternelle (bien que moqueuse) en conseillant le jeune homme dans son approche des filles et en le poussant à foncer. Henry, conscient que Jack Sparrow est en grand danger, vient pour le protéger et le sauver de Salazar. Lorsque, grâce à la fille de Barbossa, ils atteignent l'îlot où se trouve le trident, Sparrow et Carina explorent un passage vers le fond de l'océan et affronte les morts-vivants une dernière fois. Grâce à la destruction du trident, les spectres redeviennent humains et périssent lors de l'inondation du passage. Contrairement à ses précédentes aventures, Sparrow passe plus de temps à échapper à son ennemi qu'à se battre, expliqué par l'immortalité de Salazar et son extrême dangerosité et surtout parce que celui-ci est la pire crainte des pirates (donc leur plus puissant ennemi). De ces faits, Jack n'a pour choix que de fuir et ne peut trouver refuge qu'à terre (les morts ne peuvent y aller) pour être hors de portée de Salazar et ainsi le semer. Même si ses réflexes lui suffisent à éviter les innombrables coups assénés par Salazar, Jack ne peut parfois compter que sur l'aide d'Henry Turner pour échapper à son plus dangereux ennemi.
Lorsque Barbossa se sacrifie pour sauver sa fille, Jack et Henry en tuant Salazar, Sparrow est étonnamment grave et presque triste, malgré leur rivalité. Il entrevoit un court instant la futilité de la vie d'un pirate. A dater de ce moment, le singe de Barbossa adopte Sparrow comme nouveau maître. À la fin, Sparrow (maintenant redevenu lui-même) dépose Henry Turner chez lui et, à l'aide de sa longue vue, assiste avec répulsion et mépris aux retrouvailles familiales puis repart à l'aventure à bord de son navire vers le soleil couchant.

### Compléments
Jack Sparrow apparaît pour la première fois dans un jeu vidéo dans Kingdom Hearts 2 avec la voix de James Arnold Taylor dans la version anglaise, et Bruno Choël dans la version française, de même que dans les films. Son rôle dans ce jeu n'est pas conforme à ce qui se fait dans l'univers traditionnel de Pirates des Caraïbes. Il réapparaît par la suite dans les jeux vidéo Pirates des Caraïbes : La Légende de Jack Sparrow, Le Secret du coffre maudit et Jusqu'au bout du monde, tous comprenant la voix de Johnny Depp dans la version anglaise. Jack Sparrow devrait également figurer parmi les personnages du futur jeu Pirates of the Caribbean Online.
Les débuts de l'histoire de Jack Sparrow sont racontés dans Pirates of the Caribbean: The Complete Visual Guide où l'on apprend entre autres qu'il naquit sur un navire durant un cyclone dans l'océan Indien. Rob Kidd raconte dans la série Pirates of the Caribbean: Jack Sparrow l'histoire de la jeunesse du pirate ainsi que les aventures de son équipage à bord du Barnacle. Les livres font état des batailles contre des sirènes ainsi que des pirates d'âge adulte tout en cherchant de nombreux trésors. Le premier volet, The Coming Storm, a été publié le 1er juin 2006.
Sur le site officiel des Pirates des Caraïbes de Disney, il est mentionné que Sparrow fut dans sa jeunesse employé de la Compagnie anglaise des Indes orientales sous les ordres de Cutler Beckett et capitaine du Wicked Wench. Lorsqu'il refusa de prendre part à une traite d'esclaves, il fut arrêté ; Beckett le marqua au fer rouge sur le bras, du "P" signifiant "pirate", et son navire fut coulé. Sparrow demanda alors à Davy Jones de libérer son navire des eaux, et le rebaptisa le Black Pearl.

## Personnage
Selon les scénaristes Ted Elliott et Terry Rossio, Jack Sparrow est un escroc qui utilise audace et duperie pour réaliser ses objectifs. Son ivresse semble causer ses mouvements aléatoires et ses bras en constants balancements, donnant l'impression qu'il divague. Toutefois, il s'agirait plutôt d'une tactique de distraction contre ses adversaires. William Turner croyait initialement que les gestes étranges de Sparrow étaient dus à des coups de chaleur, notant plus tard ses plans préparés d'avance. Ce genre de tactiques venant du personnage lui valut un commentaire d'admiration de la part du Lieutenant Groves (Greg Ellis), demandant à Cutler Beckett si ses plans étaient toujours préparés d'avance ou s'il improvisait au besoin. Sparrow préfère les négociations à la violence si possible et tourne ses ennemis contre eux. Il invoque à plusieurs reprises le droit aux pourparlers et détourne l'envie meurtrière de ses ennemis par des tentations extravagantes. C'est cette tactique qu'il utilise pour persuader Barbossa de retarder le sacrifice du sang en combattant plutôt l'armée de la marine royale. Son vocabulaire est souvent confus, confondant même ses ennemis. Son côté pacifiste pourrait être la raison ayant poussé Barbossa ainsi que l'équipage du Black Pearl à se mutiner contre leur capitaine. Toutefois, Jack Sparrow se révèle intelligent et perspicace, comme lors de sa rencontre avec Will où il remarque les sentiments de celui-ci pour Elizabeth.
Sparrow semble avoir grandement contribué à son histoire légendaire. Lorsque Gibbs (Kevin McNally) raconte à Will de quelle façon Sparrow put échapper à l'île déserte en utilisant deux tortues de mer, Jack embellit l'histoire en affirmant avoir utilisé les poils de son dos comme corde. Dans le script brouillon de Le Secret du Coffre Maudit, le guide de Will affirme que Sparrow put s'évader de Port Royal en s'agrippant à deux perroquets au vol. L'acteur Johnny Depp compare les pirates à des stars du rock à cause du statut légendaire qui les précèdent, donnant ainsi à Sparrow un énorme égo. Lorsque Barbossa accuse Sparrow d'être lâche lors du Tribunal de la Confrérie, ce dernier défend vigoureusement sa réputation. Sparrow insiste également sur le fait d'être présenté comme le capitaine Jack Sparrow et utilise fréquemment la phrase «  Que ce jour reste dans vos mémoires comme celui où vous avez failli capturer le capitaine Jack Sparrow », quelquefois interrompus pour ajouter une touche humoristique. Lorsque Norrington le considère comme le « pirate le plus pitoyable dont [il ait] entendu parler », Jack réplique en affirmant « Au moins on vous a parlé de moi ! ». Dans des scènes coupées de La Malédiction du Black Pearl, Sparrow se considère comme « l'immortel capitaine Jack Sparrow ». Durant le troisième film, le personnage continue sa quête de l'immortalité, bien que son père, Teague Sparrow, le prévient d'une terrible malédiction. Sparrow se considère également comme « le dernier pirate », puisque la Compagnie anglaise des Indes orientales purge les eaux de la moindre piraterie.
Malgré quelques gestes héroïques, Sparrow reste un pirate à la moralité douteuse. Lorsqu'il accepte d'échanger 100 âmes, dont celle de Will, à Davy Jones en échange de sa liberté, Jones demande à Sparrow s'il pourrait avoir la conscience tranquille après avoir livré l'âme d'un ami innocent à une vie de servitude. Jack répond alors qu'il le pourrait très bien. Il gère ses nombreuses dettes envers Anamaria, Davy Jones et certains seigneurs pirates avec négligence. Par la plus grande des lâchetés, Sparrow abandonne l'équipage du Black Pearl quand celui-ci est attaqué par le kraken. Cependant, sa loyauté et sa moralité le font revenir pour les sauver. Sparrow affirme être un homme de parole et montre de la stupéfaction à l'égard des gens qui doutent de son honnêteté. Pourtant, dans le 1er épisode de la saga, il déclare à Barbossa qu'il est malhonnête : "Moi, je suis malhonnête. Et on sait qu'un homme malhonnête le restera quoi qu'il arrive". Sa moralité est démontrée par son passé, notamment lorsqu'il refuse d'enrôler des esclaves ou encore par les meurtres et les viols qu'il a pu commettre.
Johnny Depp s'est partiellement inspiré de Pépé le putois, une mouffette séductrice des Looney Tunes, pour incarner son personnage de Jack Sparrow. Sparrow affirme avoir un « sens intuitif des créatures féminines » malgré le fait que plusieurs de ses conquêtes lui ont laissé de mauvais souvenirs. Deux de celles-ci, Scarlett et Giselle, le giflent à de nombreuses reprises pour n'avoir pas été fidèle. Son charme séduit les femmes, même Elizabeth Swann qui devant lui se questionne sur ses sentiments. Cependant, Sparrow mentionne que « [son] seul et unique amour, c'est l'océan » et le Black Pearl qui représentent pour lui la liberté. Le réalisateur Gore Verbinski décrit la relation particulière qui unit Sparrow à son navire, lequel est décrit comme le seul bateau pouvant doubler le Hollandais volant. Comme il aime la mer, le désert de l'Antre de Davy Jones constitue pour Jack un véritable enfer. Sparrow maintient une mauvaise hygiène, autre allusion à Pépé le putois. Verbinski décrit l'haleine de Sparrow « comme un derrière d'âne ». C'est d'ailleurs en projetant son haleine sur Will que Sparrow le renvoie de son navire. Finalement, Sparrow apprécie particulièrement le rhum, ce qui confond même son compas magique lorsqu'il tente de savoir ce qu'il désire le plus au monde,. Selon l'historique de ses crimes, dans Jusqu'au bout du monde, il va jusqu'à attaquer un convoi de rhum dans l'unique but de satisfaire sa soif.

## Concept et création

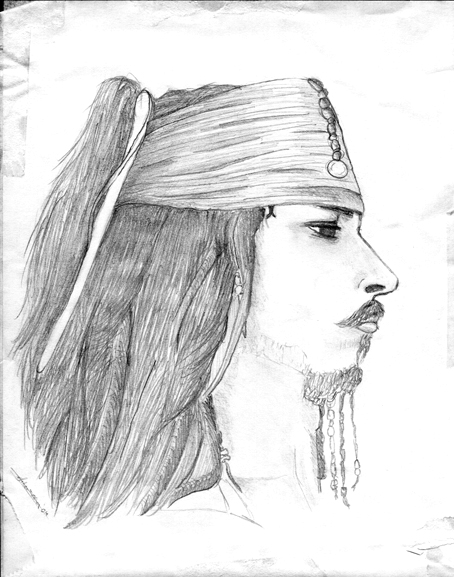
Croquis de Jack Sparrow.

Lors de l'écriture du scénario de Pirates des Caraïbes : La Malédiction du Black Pearl, Ted Elliott et Terry Rossio ont imaginé Jack Sparrow comme un personnage de soutien, citant Bugs Bunny et Groucho Marx comme influences. Les producteurs ont également imaginé le pirate comme un jeune Burt Lancaster. Le réalisateur Gore Verbinski affirme : « Le premier film était une expérimentation, puis Jack y fut pratiquement intégré. Il n'a pas les mêmes obligations que les autres personnages par rapport à l'intrigue principale. Il suit son propre chemin et affecte un peu tout le monde ». Sparrow représente le pirate bon, le capitaine Barbossa étant son antagoniste. Sparrow est un personnage mystérieux, notamment sur la question à savoir s'il est bon ou mauvais. L'interprétation est laissée au public. William Turner y trouve une partie de la réponse en réalisant qu'un pirate peut être bon, comme c'est le cas pour son père.
À la suite du succès de La Malédiction du Black Pearl, le défi d'une suite était, selon Verbinski, « [qu']on ne voudrait pas qu'un film sur Jack Sparrow. C'est comme pour un mélange. Il est l'épice et vous avez besoin de beaucoup d'hommes droits… Ne leur laissons pas trop de Jack. C'est comme avoir trop de dessert ou trop d'une bonne chose ». Bien que le principal objectif de Pirates des Caraïbes : Le Secret du coffre maudit était de maintenir le déroulement de l'intrigue, l'état d'esprit dans lequel Sparrow est à la suite de la pourchasse de Davy Jones devient de plus en plus important. Les scénaristes ont concocté la scène des cannibales pour montrer que Sparrow n'était en sureté ni sur terre, ni sur mer. Sparrow est également perplexe sur son attirance pour Elizabeth Swann et essaie de trouver une justification pour cette interrogation durant le film.
L'objectif de Pirates des Caraïbes : Jusqu'au bout du monde était de revenir aux jeux des personnages. Sparrow en particulier est teinté de folie après avoir passé un long séjour en solitaire dans l'Antre de Davy Jones et commence à désirer l'immortalité. Comme pour chaque personnage du film, Sparrow fait le nécessaire pour être une bonne personne, son honnêteté causant sa perte dans le second volet. Vers la fin de Jusqu'au bout du monde, Sparrow fait voile vers la fontaine de jouvence, un concept ayant été envisagé pour le deuxième film. Rossio a également mentionné que lui et Ted Elliott pourraient écrire le scénario d'un quatrième film. Le producteur Jerry Bruckheimer a manifesté l'intérêt d'un spin-off. Tous des signes que Jack Sparrow pourrait revenir éventuellement.

## Adaptations
Jack Sparrow est également le héros d'un roman écrit par Ann C. Crispin : Pirates of the Caribbean: The Price of Freedom.
Dans The Price of Freedom, Jack Sparrow à vingt-cinq ans est un marin embauché dans la marine marchande qui poursuit une carrière en tant que premier lieutenant dans la compagnie des Indes Orientales. Il repense parfois à son enfance dans sa famille pirate mais il ne regrette pas le contrôle et la menace qu'exerçait Teague sur lui. De plus, il n'a plus vraiment le choix depuis qu'il a libéré un de ses amis accusé de piraterie et qu'il ne peut plus se montrer à la Baie des Naufragés.
Quand le bateau de Jack est attaqué par des pirates et que son capitaine est tué, Sparrow se retrouve soudainement aux commandes. Le marin rusé organise alors des négociations avec le capitaine pirate qui se révèle être une femme de son passé et qui le met dans une position favorable pour une promotion.
Après avoir mouillé en Afrique, Jack est convoqué par Cutler Beckett, qui le nomme capitaine d'un navire appelé Wicked Wench. Beckett donne une mission à Jack. Il a entendu une légende à propos d'une île magique nommée Zerzura dont les entrailles sont connues pour contenir un trésor glorieux. Beckett pense que l'une des esclaves de sa maison, appelée Ayisha, est originaire de Zerzura. Il demande à Jack de l'emmener dans son périple et de la séduire pour qu'elle lui donne des renseignements sur l'île. En guise de paiement, Beckett promet à Jack de partager le trésor avec lui.
Mais la tâche ne se révèle pas aussi aisée que Jack l'a cru en premier abord. Avant d'accepter de révéler l'emplacement de son île, Ayisha insiste pour que Jack l'emmène dans le Nouveau Monde pour sauver son frère qui a été réduit en esclavage dans les Bahamas. Leur voyage est long et ardu et ils sont victimes d'une énorme tempête et d'une attaque surprise d'un vieux pirate ennemi. Jack ne cesse d'admirer la bravoure d'Ayisha et la respecte pour cela. Il sait que Beckett prévoit de réduire son peuple en esclavage après la découverte du trésor et cela le révolte moralement. Il pense qu'il est possible de déposer Ayisha en sécurité à Zurzura, de s'emparer d'une partie du trésor et de convaincre Beckett qu'il ne l'a jamais trouvé. Mais c'est sans compter sur l'avarice de la Compagnie des Indes Orientales qui a des yeux partout et si Beckett apprend que Jack lui a menti, il pourrait bien enlever la chose que le capitaine Sparrow aime le plus au monde : son navire et sa liberté…

## Autres apparitions
- Etant le principal protagoniste de Pirates des Caraïbes, Jack Sparrow est un personnage jouable dans la plupart des jeux vidéo basés sur la saga (sauf Pirates of the Carribean : Tides of War où il peut être rencontré par les joueurs.
- Il apparaît dans des cross-overs de Disney impliquant Pirates des Caraïbes comme Kingdom Hearts 2 et Disney Infinity.

### DansSea of Thieves
Jack Sparrow apparaît aussi dans Sea of Thieves (2018), jeu vidéo fortement inspiré de Pirates des Caraïbes. Toutefois, l'univers de Pirates des Caraïbes n'est introduit dans le jeu grâce à l'extension A Pirate's Life (mise à jour du 22 Juin 2021),.
Dans le jeu, il a dérobé un trésor qui ouvre l'accès vers d'autres mondes. Mais Davy Jones, son ennemi juré, l'a poursuivi jusque dans le monde de Sea of Thieves et veut détruire le monde. Jack Sparrow fera équipe avec les joueurs pour récupérer le Black Pearl, son équipage et vaincre Davy Jones.
Les joueurs peuvent obtenir la tenue de Jack Sparrow après l'avoir acheté et aussi imiter sa gestuelle.